# Gymnosporia cassinoides
Gymnosporia cassinoides är en benvedsväxtart som först beskrevs av L'hér., och fick sitt nu gällande namn av Ramón Masferrer y Arquimbau. Gymnosporia cassinoides ingår i släktet Gymnosporia och familjen Celastraceae. Inga underarter finns listade.